# Евхеніо Дербес
Евхеніо Гонсалес Дербес (Eugenio González Derbez; нар. 2 вересня 1961) — мексиканський актор і комік. Він знявся у багатьох фільмах і телесеріалах, включаючи «Книгу життя», Angry Birds у кіно 2 і «Таємне життя домашніх тварин».
У 2010-х він знявся в багатьох американських фільмах і серіалах, таких як Джек і Джилл, Важкий вік, Роб! і Чудеса з небес. Окрім в живих ролях, Дербес з'являвся в анімаційних фільмах. Дербес також дублював іспанською мовою голоси багатьох персонажів американських фільмів, зокрема «Доктор Дуліттл», «Мулан», «102 далматинці» та франшизи «Шрек».
Дербес проживає в Лос-Анджелесі, одружений з Алессандрою Розальдо і має 4 дітей.

## Раннє життя
Дербес народився в Мехіко в сім'ї актриси Сільвії Дербес і публіциста Евхеніо Гонсалеса Саласа. Він виявив інтерес до акторської майстерності в ранньому віці. Він отримав свої перші ролі статиста в мильних операх у віці 12 років. У 1997 році дебютував як режисер з мексиканської мильної опери No Tengo Madre.

## Кар'єра

### 1980-1990-ті роки
На початку 1980-х Дербес був постійним відвідувачем мексиканського телешоу Cachún cachún ra ra!. Він також брав участь у дитячому телешоу En Familia con Chabelo. 
У 1988 році отримав свою першу регулярно знімався у різних ролях у комедійному шоу під назвою Anabel. . У 1992 році він почав вести вар'єте Al Derecho y al Derbez. 
У 1997 році Дербез дебютував як режисер у мильній опері No Tengo Madre . У 1999 році започаткував комедійне шоу Derbez en Cuando.
Дербес знявся в ряді успішних і визнаних критиками фільмів, включаючи Sangre de mi Sangre , який отримав Гран-прі журі на Санденсі в 2007 році. 

### 2000-ті роки
У 2002 році Дербес і Флорінда Меса спільно створили ситком під назвою XHDRBZ, який став його дебютом як продюсера. Також у 2002 році Дербес став співавтором, режисером і зіграв у сімейному ситкомі La familia P. Luche, що здобуло подальше визнання Дербеса серед мексиканської та латинської спільноти.

### 2010-ті роки
У 2011 році Дербес знявся у фільмі Адама Сендлера «Джек і Джилл» у ролі Феліпе; він також зіграв головну роль у фільмі Girl In Progress з Євою Мендес. Евхеніо також знявся в ситкомі CBS Роб! і з'явився на Бродвеї в постановці Latinologues в Helen Hayes Theatre. 
Дербес зіграв у фільмі «Чудеса з небес» з Дженніфер Гарнер (режисерка Патриція Рігген), а також озвучив роль Ріко в анімаційному фільмі « Андердоги» режисера Хуана Дж. Кампанелли.
У 2013 році Дербез виконав головну роль у найуспішнішому іспаномовному фільмі в США та в усьому світі Інструкції не додаються, який побив численні касові збори, заробивши понад 100 мільйонів доларів. Іспаномовна комедійна драма несподівано зібрала 44 мільйони доларів у США та стала третім найкасовішим фільмом року (46 мільйонів доларів) у Мексиці (краще показали лише сиквели «Гидкий я» та «Залізна людина»).
У 2016 році Дербес завершив виробництво повнометражного фільму «Як бути латиноамериканським коханцем», у якому він зіграв разом із Сальмою Хаєк, Робом Лоу, Крістен Белл, Ракель Велч, Робом Рігґлом, Ліндою Лавін і Робом Г'юбелем. Сценарій написали Кріс Спейн і Джон Зак, а режисером став Кен Маріно. 

## Особисте життя
Дербес живе в Лос-Анджелесі зі своєю сім'єю. Одружений з Алессандрою Розальдо, акторкою, моделлю та колишньою співачкою гурту Sentidos Opuestos. Він є батьком мексиканської комедійної акторки Айслінн Дербес (її мати — Габріела Мішель), мексиканського актора та співака Вадхіра Дербеса (його мати — Сільвана Прінс), мексиканського актора Хосе Едуардо Дербеса (його мати — акторка Вікторія Руффо) та Айтани Дербес (її мати Алессандра Розальдо). Він вегетаріанець.

## Фільмографія
| Рік       |    | Українська назва                                 | Оригінальна назва                                        | Роль                                                       |
| --------- | -- | ------------------------------------------------ | -------------------------------------------------------- | ---------------------------------------------------------- |
| 1983      | с  |                                                  | Cachún cachún ra ra!                                     | Евхеніо                                                    |
| 1987      | с  | Такі, як ми                                      | Tal como somos                                           |                                                            |
| 1988      | с  |                                                  | Anabel                                                   | різні ролі                                                 |
| 1987—1992 | с  |                                                  | Papá soltero                                             | Абасоло/Аміго де Почоло                                    |
| 1993—1995 | с  |                                                  | Al derecho y al derbez                                   | різні ролі                                                 |
| 1995      | с  | Узи кохання                                      | Lazos de Amor                                            | запрошена зірка                                            |
| 1997      | с  | Жінка, випадки з реального життя                 | Mujer, casos de la vida real                             | (серія «¿Dónde está mi hija?»)                             |
| 1999      | мс | Серафим (телесеріал)                             | Serafín                                                  | El Lonje Moco                                              |
| 2000      | мс | Личко ангела                                     | Carita de ángel                                          | Міл Карас                                                  |
| 2002—2012 | с  | Родина Луче                                      | La familia P. Luche                                      | Людовіко Луче (головна роль)                               |
| 2002—2004 | с  |                                                  | XHDRbZ                                                   | Людовіко Луче (40 серій)                                   |
| 2003      | ф  | Зурдо                                            | Zurdo                                                    | Форастеро                                                  |
| 2005      | мф |                                                  | Imaginum                                                 | Yxxxxx (голос)                                             |
| 2005—2006 | с  | Сусіди                                           | Vecinos                                                  | різні ролі (4 серії)                                       |
| 2006      | ф  | Дурники                                          | TV: The Movie                                            | Евхеніо Дербес                                             |
| 2006      | ф  | Блондинка в шоколаді                             | Pledge This!                                             | Хосе                                                       |
| 2006      | с  | Найкрасивіша потвора                             | La Fea Más Bella                                         | Армандо Ойос                                               |
| 2007      | ф  | Отче наш                                         | Padre nuestro                                            | Анібал                                                     |
| 2007      | ф  | Під одним місяцем                                | La Misma Luna                                            | Енріке                                                     |
| 2008      | ф  | Крихітка з Беверлі-Гіллз                         | Beverly Hills Chihuahua                                  | власник магазину                                           |
| 2009      | ф  | Це не ти, це я                                   | No eres tú, soy yo                                       | Хав'єр                                                     |
| 2011      | ф  | Джек і Джилл                                     | Jack & Jill                                              | Феліпе/бабуся Феліпе                                       |
| 2012      | ф  | Важкий вік                                       | Girl in Progress                                         | Mission Impossible                                         |
| 2012      | с  | Роб                                              | Rob                                                      | Ектор (8 серій)                                            |
| 2013      | мф | Суперкоманда                                     | Metegol                                                  | Ріко (голос)                                               |
| 2013      | ф  | Інструкція не додається                          | No se aceptan devoluciones                               | Валентін Браво                                             |
| 2014      | мф | Книга життя                                      | The Book of Life                                         | Чато (голос)                                               |
| 2014      | с  | Управління гнівом                                | Anger Management                                         | Юджин (серія «Charlie and the Last Temptation of Eugenio») |
| 2015      | ф  |                                                  | A la mala                                                | себе                                                       |
| 2016      | ф  | Чудеса з небес                                   | Miracles from Heaven                                     | доктор Нурко                                               |
| 2017      | ф  | Сенді Векслер                                    | Sandy Wexler                                             | Раміро Алехандро                                           |
| 2017      | ф  | Як бути латиноамериканським коханцем             | How to Be a Latin Lover                                  | Максімо                                                    |
| 2017      | ф  | Геошторм                                         | Geostorm                                                 | Ернандес                                                   |
| 2018      | ф  | За бортом                                        | Overboard                                                | Леонардо Монтенегро                                        |
| 2018      | ф  | Лускунчик і чотири королівства                   | The Nutcracker and the Four Realms                       | Готорн, регент Квіткового королівства                      |
| 2019      | ф  | Дора і загублене місто                           | Dora and the Lost City of Gold                           | Алехандро Гутьєррес                                        |
| 2019      | ф  | Angry Birds у кіно 2                             | The Angry Birds Movie 2                                  | Глен                                                       |
| 2019      | мс | Гучний дім                                       | The Loud House                                           | д-р Артуро Сантьяго (2 серії)                              |
| 2019      | мс | Елена — принцесса Авалора                        | Elena of Avalor                                          | Гільєрмо (серія «Flower of Light»)                         |
| 2019—2022 | мс | Касаґрандес                                      | The Casagrandes                                          | д-р Артуро Сантьяго (постійна роль)                        |
| 2019—2021 | мс | У подорожі з Дербесом                            | De viaje con los Derbez                                  | себе (постійна роль)                                       |
| 2021      | ф  | У ритмі серця                                    | CODA                                                     | Бернардо Вільялобос                                        |
| 2021      | с  | Акапулько                                        | Acapulco                                                 | Максімо Гальярдо Рамос (постійна роль)                     |
| 2022      | ф  | Камердинер                                       | The Valet                                                | Антоніо                                                    |
| 2022      | ф  | Арістотель і Данте відкривають таємниці Всесвіту | Aristotle and Dante Discover the Secrets of the Universe | Хайме Мендоса                                              |